# Атлас LV-3B
«Атлас LV-3B» (от англ. Atlas LV-3B) — американская ракета-носитель лёгкого класса, семейства Атлас.